# Lars Olsen
Lars Christian Olsen (Glostrup, 2 februari 1961) is een Deens voormalig voetballer en huidig voetbaltrainer. Olsen werd in 1988 verkozen tot Deens voetballer van het jaar.

## Spelerscarrière

### Club
Olsen startte zijn profcarrière bij Glostrup FK, maar verhuisde al snel naar Køge BK. Na 3,5 seizoenen bij Køge ging hij naar Brøndby IF, waar hij 6,5 seizoenen bleef. In 1991 vertrok hij naar het buitenland waar hij voor Trabzonspor, RFC Seraing en FC Basel speelde. In januari 1996 keerde hij terug naar Brøndby IF, waar hij zes maanden later zijn carrière afsloot.

### Denemarken
Olsen speelde 84 interlands voor Denemarken in de periode 1986–1996. Onder leiding van de Duitse bondscoach Sepp Piontek maakte hij zijn debuut op 9 april 1986 in de vriendschappelijke wedstrijd tegen Bulgarije (3-0) in Sofia. Hij won met zijn vaderland het EK 1992 in Zweden, en was de aanvoerder van de ploeg bij dat toernooi. Denemarken was op het allerlaatste moment opgeroepen als vervanger van Joegoslavië, dat door de oorlog in eigen land door de UEFA werd uitgesloten van deelname.
| Interlands van Lars Olsen voor Denemarken | Interlands van Lars Olsen voor Denemarken | Interlands van Lars Olsen voor Denemarken | Interlands van Lars Olsen voor Denemarken | Interlands van Lars Olsen voor Denemarken | Interlands van Lars Olsen voor Denemarken |
| №                                         | Datum                                     | Wedstrijd                                 | Uitslag                                   | Competitie                                | Goals                                     |
| Als speler van Brøndby IF                 | Als speler van Brøndby IF                 | Als speler van Brøndby IF                 | Als speler van Brøndby IF                 | Als speler van Brøndby IF                 | Als speler van Brøndby IF                 |
| ----------------------------------------- | ----------------------------------------- | ----------------------------------------- | ----------------------------------------- | ----------------------------------------- | ----------------------------------------- |
| 1                                         | 9 april 1986                              | Bulgarije – Denemarken                    | 3 – 0                                     | Oefeninterland                            |                                           |
| 2                                         | 20 mei 1987                               | Griekenland – Denemarken                  | 0 – 5                                     | OS-kwalificatie                           |                                           |
| 3                                         | 10 juni 1987                              | Denemarken – Roemenië                     | 8 – 0                                     | OS-kwalificatie                           | Goal                                      |
| 4                                         | 26 augustus 1987                          | Zweden – Denemarken                       | 1 – 0                                     | Oefeninterland                            |                                           |
| 5                                         | 3 september 1987                          | Roemenië – Denemarken                     | 1 – 2                                     | OS-kwalificatie                           | Goal                                      |
| 6                                         | 23 september 1987                         | West-Duitsland – Denemarken               | 1 – 0                                     | Oefeninterland                            |                                           |
| 7                                         | 14 oktober 1987                           | Denemarken – Wales                        | 1 – 0                                     | EK-kwalificatie                           |                                           |
| 8                                         | 28 oktober 1987                           | Polen – Denemarken                        | 0 – 2                                     | OS-kwalificatie                           |                                           |
| 9                                         | 18 november 1987                          | Denemarken – West-Duitsland               | 0 – 1                                     | OS-kwalificatie                           |                                           |
| 10                                        | 30 maart 1988                             | West-Duitsland – Denemarken               | 1 – 1                                     | OS-kwalificatie                           |                                           |
| 11                                        | 20 april 1988                             | Denemarken – Griekenland                  | 4 – 0                                     | OS-kwalificatie                           |                                           |
| 12                                        | 27 april 1988                             | Oostenrijk – Denemarken                   | 1 – 0                                     | Oefeninterland                            |                                           |
| 13                                        | 18 mei 1988                               | Denemarken – Polen                        | 3 – 0                                     | OS-kwalificatie                           |                                           |
| 14                                        | 1 juni 1988                               | Denemarken – Tsjecho-Slowakije            | 0 – 1                                     | Oefeninterland                            |                                           |
| 15                                        | 5 juni 1988                               | Denemarken – België                       | 3 – 1                                     | Oefeninterland                            |                                           |
| 16                                        | 11 juni 1988                              | Denemarken – Spanje                       | 2 – 3                                     | EK-eindronde                              |                                           |
| 17                                        | 14 juni 1988                              | West-Duitsland – Denemarken               | 2 – 0                                     | EK-eindronde                              |                                           |
| 18                                        | 17 juni 1988                              | Denemarken – Italië                       | 0 – 2                                     | EK-eindronde                              |                                           |
| 19                                        | 31 augustus 1988                          | Zweden – Denemarken                       | 1 – 2                                     | Oefeninterland                            |                                           |
| 20                                        | 14 september 1988                         | Engeland – Denemarken                     | 1 – 0                                     | Oefeninterland                            |                                           |
| 21                                        | 28 september 1988                         | Denemarken – IJsland                      | 1 – 0                                     | Oefeninterland                            |                                           |
| 22                                        | 19 oktober 1988                           | Griekenland – Denemarken                  | 1 – 1                                     | WK-kwalificatie                           |                                           |
| 23                                        | 2 november 1988                           | Denemarken – Bulgarije                    | 1 – 1                                     | WK-kwalificatie                           |                                           |
| 24                                        | 8 februari 1989                           | Malta – Denemarken                        | 0 – 2                                     | Malta Toernooi                            |                                           |
| 25                                        | 10 februari 1989                          | Denemarken – Finland                      | 0 – 0                                     | Malta Toernooi                            |                                           |
| 26                                        | 12 februari 1989                          | Algerije – Denemarken                     | 0 – 0                                     | Malta Toernooi                            |                                           |
| 27                                        | 22 februari 1989                          | Italië – Denemarken                       | 1 – 0                                     | Oefeninterland                            |                                           |
| 28                                        | 12 april 1989                             | Denemarken – Canada                       | 2 – 0                                     | Oefeninterland                            |                                           |
| 29                                        | 26 april 1989                             | Bulgarije – Denemarken                    | 0 – 2                                     | WK-kwalificatie                           |                                           |
| 30                                        | 17 mei 1989                               | Denemarken – Griekenland                  | 7 – 1                                     | WK-kwalificatie                           |                                           |
| 31                                        | 7 juni 1989                               | Denemarken – Engeland                     | 1 – 1                                     | Oefeninterland                            |                                           |
| 32                                        | 14 juni 1989                              | Denemarken – Zweden                       | 6 – 0                                     | Oefeninterland                            |                                           |
| 33                                        | 18 juni 1989                              | Denemarken – Brazilië                     | 4 – 0                                     | Oefeninterland                            | Goal                                      |
| 34                                        | 23 augustus 1989                          | België – Denemarken                       | 3 – 0                                     | Oefeninterland                            |                                           |
| 35                                        | 6 september 1989                          | Nederland – Denemarken                    | 2 – 2                                     | Oefeninterland                            |                                           |
| 36                                        | 11 oktober 1989                           | Denemarken – Roemenië                     | 3 – 0                                     | WK-kwalificatie                           |                                           |
| 37                                        | 15 november 1989                          | Roemenië – Denemarken                     | 3 – 1                                     | WK-kwalificatie                           |                                           |
| 38                                        | 5 februari 1990                           | VA Emiraten – Denemarken                  | 1 – 1                                     | Oefeninterland                            |                                           |
| 39                                        | 14 februari 1990                          | Egypte – Denemarken                       | 0 – 0                                     | Oefeninterland                            |                                           |
| 40                                        | 11 april 1990                             | Denemarken – Turkije                      | 1 – 0                                     | Oefeninterland                            |                                           |
| 41                                        | 15 mei 1990                               | Engeland – Denemarken                     | 1 – 0                                     | Oefeninterland                            |                                           |
| 42                                        | 30 mei 1990                               | West-Duitsland – Denemarken               | 1 – 0                                     | Oefeninterland                            |                                           |
| 43                                        | 5 september 1990                          | Zweden – Denemarken                       | 0 – 1                                     | Oefeninterland                            |                                           |
| 44                                        | 11 september 1990                         | Denemarken – Wales                        | 1 – 0                                     | Oefeninterland                            |                                           |
| 45                                        | 10 oktober 1990                           | Denemarken – Faeröer                      | 4 – 1                                     | EK-kwalificatie                           |                                           |
| 46                                        | 17 oktober 1990                           | Noord-Ierland – Denemarken                | 1 – 1                                     | EK-kwalificatie                           |                                           |
| 47                                        | 14 november 1990                          | Denemarken – Joegoslavië                  | 0 – 2                                     | EK-kwalificatie                           |                                           |
| 48                                        | 1 mei 1991                                | Joegoslavië – Denemarken                  | 1 – 2                                     | EK-kwalificatie                           |                                           |
| 49                                        | 5 juni 1991                               | Denemarken – Oostenrijk                   | 2 – 1                                     | EK-kwalificatie                           |                                           |
| 50                                        | 12 juni 1991                              | Denemarken – Italië                       | 0 – 2                                     | Oefeninterland                            |                                           |
| 51                                        | 15 juni 1991                              | Zweden – Denemarken                       | 4 – 0                                     | Oefeninterland                            |                                           |
| Als speler van Trabzonspor                |                                           |                                           |                                           |                                           |                                           |
| 52                                        | 4 september 1991                          | IJsland – Denemarken                      | 0 – 0                                     | Oefeninterland                            |                                           |
| 53                                        | 25 september 1991                         | Faeröer – Denemarken                      | 0 – 4                                     | EK-kwalificatie                           |                                           |
| 54                                        | 9 oktober 1991                            | Oostenrijk – Denemarken                   | 0 – 3                                     | EK-kwalificatie                           |                                           |
| 55                                        | 13 november 1991                          | Denemarken – Noord-Ierland                | 2 – 1                                     | EK-kwalificatie                           |                                           |
| 56                                        | 8 april 1992                              | Turkije – Denemarken                      | 2 – 1                                     | Oefeninterland                            |                                           |
| 57                                        | 3 juni 1992                               | Denemarken – GOS                          | 1 – 1                                     | Oefeninterland                            |                                           |
| 58                                        | 11 juni 1992                              | Denemarken – Engeland                     | 0 – 0                                     | EK-eindronde                              |                                           |
| 59                                        | 14 juni 1992                              | Zweden – Denemarken                       | 1 – 0                                     | EK-eindronde                              |                                           |
| 60                                        | 17 juni 1992                              | Denemarken – Frankrijk                    | 2 – 1                                     | EK-eindronde                              |                                           |
| 61                                        | 22 juni 1992                              | Denemarken – Nederland                    | 2 – 2                                     | EK-eindronde                              |                                           |
| 62                                        | 26 juni 1992                              | Denemarken – Duitsland                    | 2 – 0                                     | EK-eindronde                              |                                           |
| Als speler van RFC Seraing                |                                           |                                           |                                           |                                           |                                           |
| 63                                        | 26 augustus 1992                          | Letland – Denemarken                      | 0 – 0                                     | WK-kwalificatie                           |                                           |
| 64                                        | 9 september 1992                          | Denemarken – Duitsland                    | 1 – 2                                     | Oefeninterland                            |                                           |
| 65                                        | 23 september 1992                         | Litouwen – Denemarken                     | 0 – 0                                     | WK-kwalificatie                           |                                           |
| 66                                        | 14 oktober 1992                           | Denemarken – Ierland                      | 0 – 0                                     | WK-kwalificatie                           |                                           |
| 67                                        | 18 november 1992                          | Noord-Ierland – Denemarken                | 0 – 1                                     | WK-kwalificatie                           |                                           |
| 68                                        | 24 februari 1993                          | Argentinië – Denemarken                   | 1 – 1                                     | Oefeninterland                            |                                           |
| 69                                        | 31 maart 1993                             | Denemarken – Spanje                       | 1 – 0                                     | WK-kwalificatie                           |                                           |
| 70                                        | 14 april 1993                             | Denemarken – Letland                      | 2 – 0                                     | WK-kwalificatie                           |                                           |
| 71                                        | 28 april 1993                             | Ierland – Denemarken                      | 1 – 1                                     | WK-kwalificatie                           |                                           |
| 72                                        | 2 juni 1993                               | Denemarken – Albanië                      | 4 – 0                                     | WK-kwalificatie                           |                                           |
| 73                                        | 25 augustus 1993                          | Denemarken – Litouwen                     | 4 – 0                                     | WK-kwalificatie                           | Goal                                      |
| 74                                        | 8 september 1993                          | Albanië – Denemarken                      | 0 – 1                                     | WK-kwalificatie                           |                                           |
| 75                                        | 13 oktober 1993                           | Denemarken – Noord-Ierland                | 1 – 0                                     | WK-kwalificatie                           |                                           |
| 76                                        | 17 november 1993                          | Spanje – Denemarken                       | 1 – 0                                     | WK-kwalificatie                           |                                           |
| 77                                        | 9 maart 1994                              | Engeland – Denemarken                     | 1 – 0                                     | Oefeninterland                            |                                           |
| 78                                        | 20 april 1994                             | Denemarken – Hongarije                    | 3 – 1                                     | Oefeninterland                            |                                           |
| 79                                        | 26 mei 1994                               | Denemarken – Zweden                       | 1 – 0                                     | Oefeninterland                            |                                           |
| 80                                        | 1 juni 1994                               | Noorwegen – Denemarken                    | 2 – 1                                     | Oefeninterland                            |                                           |
| Als speler van FC Basel                   |                                           |                                           |                                           |                                           |                                           |
| 81                                        | 7 september 1994                          | Macedonië – Denemarken                    | 1 – 1                                     | EK-kwalificatie                           |                                           |
| 82                                        | 12 oktober 1994                           | Denemarken – België                       | 3 – 1                                     | EK-kwalificatie                           |                                           |
| 83                                        | 16 november 1994                          | Spanje – Denemarken                       | 3 – 0                                     | EK-kwalificatie                           |                                           |
| Als speler van Brøndby IF                 |                                           |                                           |                                           |                                           |                                           |
| 84                                        | 24 april 1996                             | Denemarken – Schotland                    | 2 – 0                                     | Oefeninterland                            |                                           |

## Trainerscarrière
Olsen startte in 1997 bij Brøndby IF als assistent-trainer, jeugdtrainer en trainer van het reserve-elftal, kort na zijn afscheid als actief voetballer. In januari 2003 maakte hij zijn debuut als hoofdtrainer bij Randers FC. Vier jaar later stapte hij over naar Odense BK, maar in september 2010 werd hij ontslagen. Van 2011 tot 2019 was Olsen de bondscoach van het Faeröers voetbalelftal. Met de eilandengroep behaalde hij zijn eerste overwinning na vijftien interlands: op 1 maart 2014 wonnen de Faeröer in een oefenduel met 4–1 van nieuwkomer Gibraltar. In het kwalificatietoernooi voor het Europees kampioenschap voetbal 2016 werden twee overwinningen geboekt, beide op oud-kampioen Griekenland. Op 28 oktober 2019 werd Olsen aangesteld als coach van het Deense Esbjerg fB. Hij verliet de club echter op 9 juni 2020 voortijdig.

## Woonachtig
Olsen woont in Odense.

## Erelijst
Brøndby IF
- SAS Ligaen

1985, 1987, 1988, 1990, 1991, 1996
 Denemarken
- Europees kampioenschap

1992